# El color de la pasión
El color de la pasión es una telenovela mexicana producida por Roberto Gómez Fernández para Televisa y basada en una historia original escrita por José Cuauhtémoc Blanco y María del Carmen Peña.
Está protagonizada por Esmeralda Pimentel y Erick Elias; y con las participaciones antagónicas de Claudia Ramírez, Ximena Romo, Moisés Arizmendi y la primera actriz Helena Rojo. Cuenta además con las actuaciones estelares de René Strickler, Eugenia Cauduro, Arcelia Ramírez y Pablo Valentín. 
Se estrenó el 17 de marzo de 2014 reemplazando a De que te quiero, te quiero, durante el estreno de El Color de la Pasión registró 15.5 puntos de índice de audiencia. El día 31 de agosto de 2014 superó 22.8 puntos de índice de audiencia en el final, conste con 121 episodios.

## Sinopsis

### Primera etapa
Adriana Murillo de Gaxiola (Ariadne Díaz) está casada con Alonso Gaxiola (Horacio Pancheri), dueño de una fábrica de Talavera en Puebla. Magdalena (Ana Isabel Torre) y Rebeca (Michelle Renaud), hermanas de Adriana, viven con ellos ya que son huérfanas. Alonso y Adriana tienen un matrimonio sólido, donde todo parece maravilloso, porque aún no se dan cuenta de que Rebeca es una mujer caprichosa y envidiosa, pero con la suficiente inteligencia para pasar frente a todos como un “verdadero ángel”, sólo Magdalena conoce el corazón oscuro de su hermana menor y sospecha sus intenciones.
Rebeca siempre ha estado secretamente enamorada de Alonso, y por ello envidia profundamente a su hermana; ese sentimiento se convierte en odio al enterarse de que muy pronto Adriana se convertirá en madre. Por otra parte, Magdalena vive una tragedia, pues su novio desaparece el día de su boda, claro que detrás de este suceso se encuentra la maldad de Rebeca. Y sin poder enfrentar la situación, se recluye en un convento.
El destino de Alonso y Adriana cambiará para siempre cuando una discusión entre Adriana y Rebeca acaba en un terrible accidente en el que Adriana pierde la vida, pero del que sobrevive el bebé que esperaba, una preciosa niña de nombre Lucía.

### Segunda etapa
Han pasado 24 años del trágico accidente, Rebeca (Claudia Ramírez) y Alonso (René Strickler) están casados y son padres de una hija, Nora (Ximena Romo), una joven desequilibrada, envidiosa y egoísta, que siempre se ha sentido menos que su hermana y quiere todo lo que ella tiene. Además, Rebeca más que una tía ha sido una madre para Lucía (Esmeralda Pimentel), aunque en el fondo la detesta por ser la prueba viviente del gran amor que hubo entre su hermana Adriana y Alonso, esta frustración lleva a Rebeca a tener miles de amantes, entre ellos está Federico Valdivia Fuentes (Alfonso Dosal), un hombre mucho más joven que ella, y el cual se obsesiona tanto con Rebeca que se suicida frente a ella cuando esta rompe su relación con él. 
Lucía es una joven noble, dulce y de buenos sentimientos que está a punto de casarse con Rodrigo Zúñiga (Mariano Palacios), su novio de toda la vida, pero ella no se imagina que la maldad de su hermana Nora está a punto de destruir su felicidad. Nora se las ingenia para acostarse con Rodrigo y este sintiéndose presionado deja a Lucía plantada en el altar. Después de este suceso Lucía queda en una fuerte depresión.
Marcelo Escalante Fuentes (Erick Elías), el hermano de Federico, llega a Puebla para vengarse de la mujer que llevó a su hermano al suicidio, pero se llevará una gran sorpresa al enterarse de que la mujer que el busca, Adriana Murillo, murió hace 24 años. Esto le lleva a adentrarse dentro de la familia Gaxiola-Murillo. Es ahí cuando conoce a Lucía, de quien empieza a enamorarse, sin imaginarse que es sobrina de Rebeca, la mujer que busca y por la que su medio hermano se suicidó, pero las cosas no serán tan fáciles para Marcelo, ya que Lucía no quiere saber nada del amor después del trauma que vivió el día de su boda.
Marcelo logra que Lucía se enamore de él y por razones del destino vuelven a estar separados pero lucharán para estar juntos siempre y superando cada obstáculo, especialmente Nora, Rebeca y Amador el socio de Alonso y ex suegro de Lucía quien odia a Marcelo, y puedan lograr que su amor triunfe. 
Esta es una historia donde el amor tendrá que luchar contra la maldad, la envidia, las intrigas, la venganza y los secretos del pasado, para poder triunfar y pintar el amor con "El color de la pasión".

## Reparto
- Esmeralda Pimentel - Lucía Gaxiola Murillo de Escalante
- Erick Elías - Marcelo Escalante Fuentes
- Claudia Ramírez - Rebeca Murillo Rodarte de Gaxiola
- René Strickler - Alonso Gaxiola Beltrán
- Eugenia Cauduro - Magdalena Murillo Rodarte de Hernández
- Helena Rojo - Milagros Fuentes Vda. de Valdivia
- Arcelia Ramírez - Sara Ezquerra
- Ximena Romo - Nora Gaxiola Murillo / Nora Suárez Murillo
- Moisés Arizmendi - Amador Zúñiga Montoya
- Natalia Guerrero - Daniela Suárez Molina
- Mariano Palacios - Rodrigo Zúñiga Roldán
- Montserrat Marañón - Brígida Roldán de Zúñiga
- Pablo Valentín - Mario Hernández
- Eduardo España - Eduardo "Lalo" Barragán
- Gloria Izaguirre - Teresa "Tere" Granados
- Arturo Vázquez - Vinicio Garrido
- Marcela Morett - Norma "Normita"
- Luis Couturier - Nazario Treviño
- Patricia Reyes Spíndola - Trinidad "Trini" Barrera de Treviño
- Ilse Ikeda - Leticia "Lety" Ezquerra
- Mauricio Abularach - Sergio Mondragón
- Roberto Blandón - Alfredo Suárez
- Luis Gatica - Ricardo Márquez
- Marcia Coutiño - Ligia Cervantes
- Javier Jattin - Román Andrade
- Isaura Espinoza - Clara Rosales Buena
- Angelina Peláez - Rafaela Osuna
- Andrés Almeida - Padre Samuel
- Nuria Bages - Aída Lugo
- Edsa Ramírez - Gloria Parra
- Harold Azuara - Benito Rosales
- Alfonso Dosal - Federico Valdivia Fuentes
- Maribé Lancioni - Lorena
- Eduardo MacGregor - Padre Santiago
- Luis Fernando Peña - Ruperto
- Ariadne Díaz - Adriana Murillo Rodarte de Gaxiola
- Michelle Renaud - Rebeca Murillo Rodarte (joven)
- Ana Isabel Torre - Magdalena Murillo Rodarte (joven)
- Horacio Pancheri - Alonso Gaxiola Beltrán (joven)
- Rodrigo Massa - Amador Zúñiga Montoya (joven)
- Fernanda Arozqueta - Brígida Roldán de Zúñiga (joven)
- Claudio Roca - Mario Hernández (joven)
- Ramón Valera - Ricardo Márquez (joven)
- Nuria Gil - Clara Rosales Buena (joven)

## Recepción
Se estrenó el 17 de marzo de 2014 reemplazando a De que te quiero, te quiero, durante el estreno de El color de la pasión registró 15.5 puntos de índice de audiencia. El día 31 de agosto de 2014 superó 22.8 puntos de índice de audiencia en el final, conste con 121 episodios.
| Temporada | Horario Semanal          | Episodios | Estreno             | Estreno            | Final                | Final                         |
| Temporada | Horario Semanal          | Episodios | Fecha               | Rating del Estreno | Fecha                | Índice de audiencia del Final |
| --------- | ------------------------ | --------- | ------------------- | ------------------ | -------------------- | ----------------------------- |
| 2014      | Lunes a Viernes – 6:20pm | 121       | 17 de marzo de 2014 | 15.5               | 31 de agosto de 2014 | 22.8                          |

## Premios y nominaciones

### Premios Ascap
| Año  | Categoría                   | Nominados                     | Telenovela            | Resultado |
| ---- | --------------------------- | ----------------------------- | --------------------- | --------- |
| 2018 | Mejor canción de televisión | Río Roma "Hoy es un buen día" | El color de la pasión | Ganador   |

### Premios TVyNovelas 2015
| Categoría                   | Nominado/a                                     | Resultado |
| --------------------------- | ---------------------------------------------- | --------- |
| Mejor telenovela            | Roberto Gómez Fernández                        | Nominado  |
| Mejor actriz protagónica    | Esmeralda Pimentel                             | Nominada  |
| Mejor actor protagónico     | Erick Elías                                    | Nominado  |
| Mejor actriz antagónica     | Claudia Ramírez                                | Nominada  |
| Mejor actriz coestelar      | Eugenia Cauduro                                | Nominada  |
| Mejor actor coestelar       | Pablo Valentín                                 | Nominado  |
| Mejor primera actriz        | Helena Rojo                                    | Nominada  |
| Mejor primera actriz        | Patricia Reyes Spíndola                        | Nominada  |
| Mejor actriz juvenil        | Michelle Renaud                                | Nominada  |
| Mejor tema musical          | "Hoy es un buen día" por Río Roma              | Nominados |
| Mejor historia o adaptación | José Cuauhtémoc Blanco y María del Carmen Peña | Nominados |
| Mejor dirección de cámaras  | Francisco Franco y Juan Pablo Blanco           | Nominados |

### TV adicto golden awards
| Año  | Categoría                           | Telenovela       | Resultado |
| ---- | ----------------------------------- | ---------------- | --------- |
| 2014 | Mejor actor en un papel secundario  | Luis Gatica      | Ganador   |
| 2014 | Mejor actriz en un papel secundario | Helena Rojo      | Ganadora  |
| 2014 | Mejor villano                       | Moisés Arizmendi | Ganador   |
| 2014 | Mejor villana                       | Claudia Ramírez  | Ganadora  |
| 2014 | Revelación femenina                 | Ximena Romo      | Ganadora  |

### Premios Telehit
| Año  | Categoría            | Nominado/a                    | Resultado |
| 2014 | Canción Pop Nacional | "Hoy es un buen día" Río Roma | Nominados |

## Locaciones

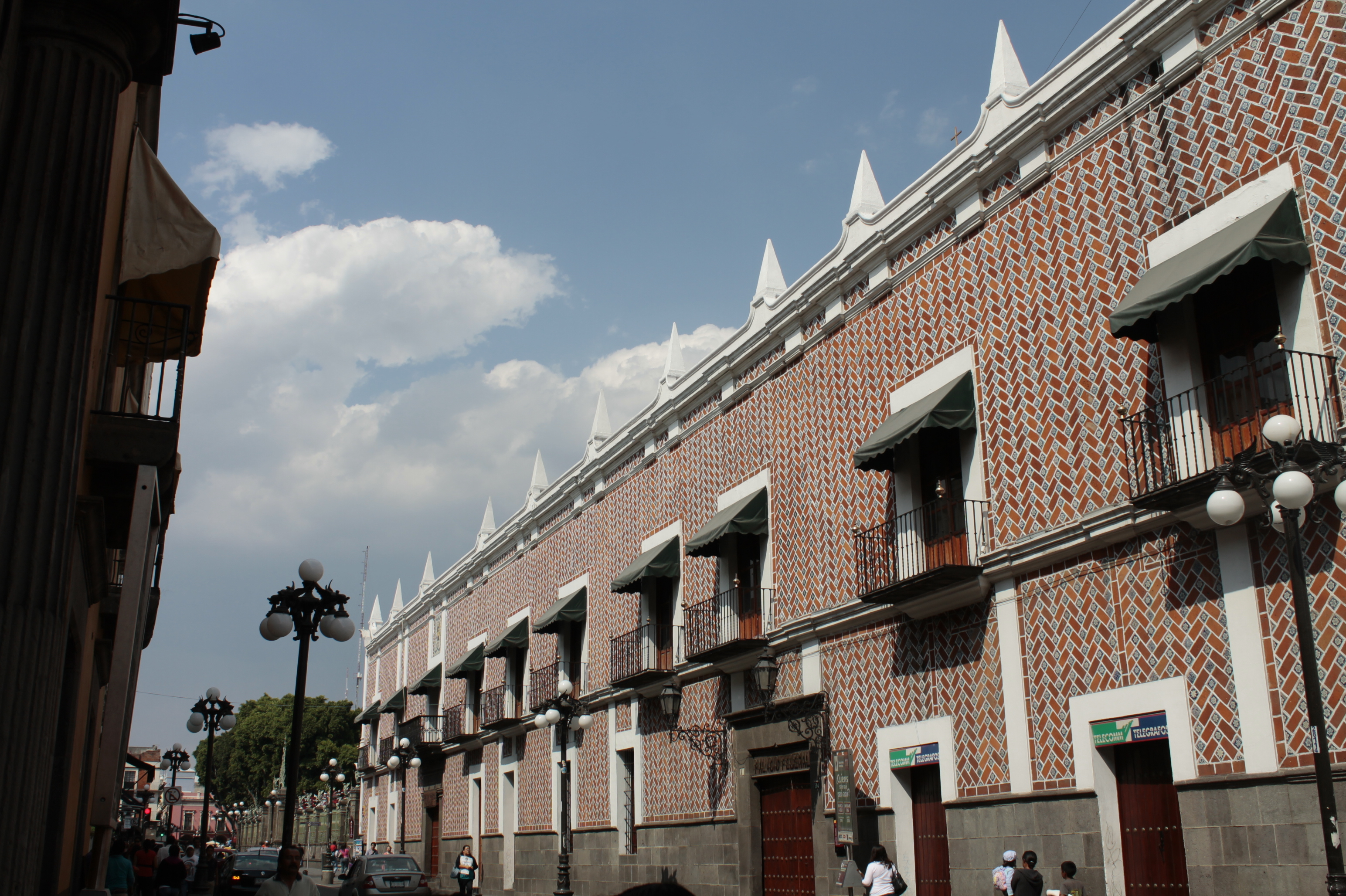
Puebla, México.
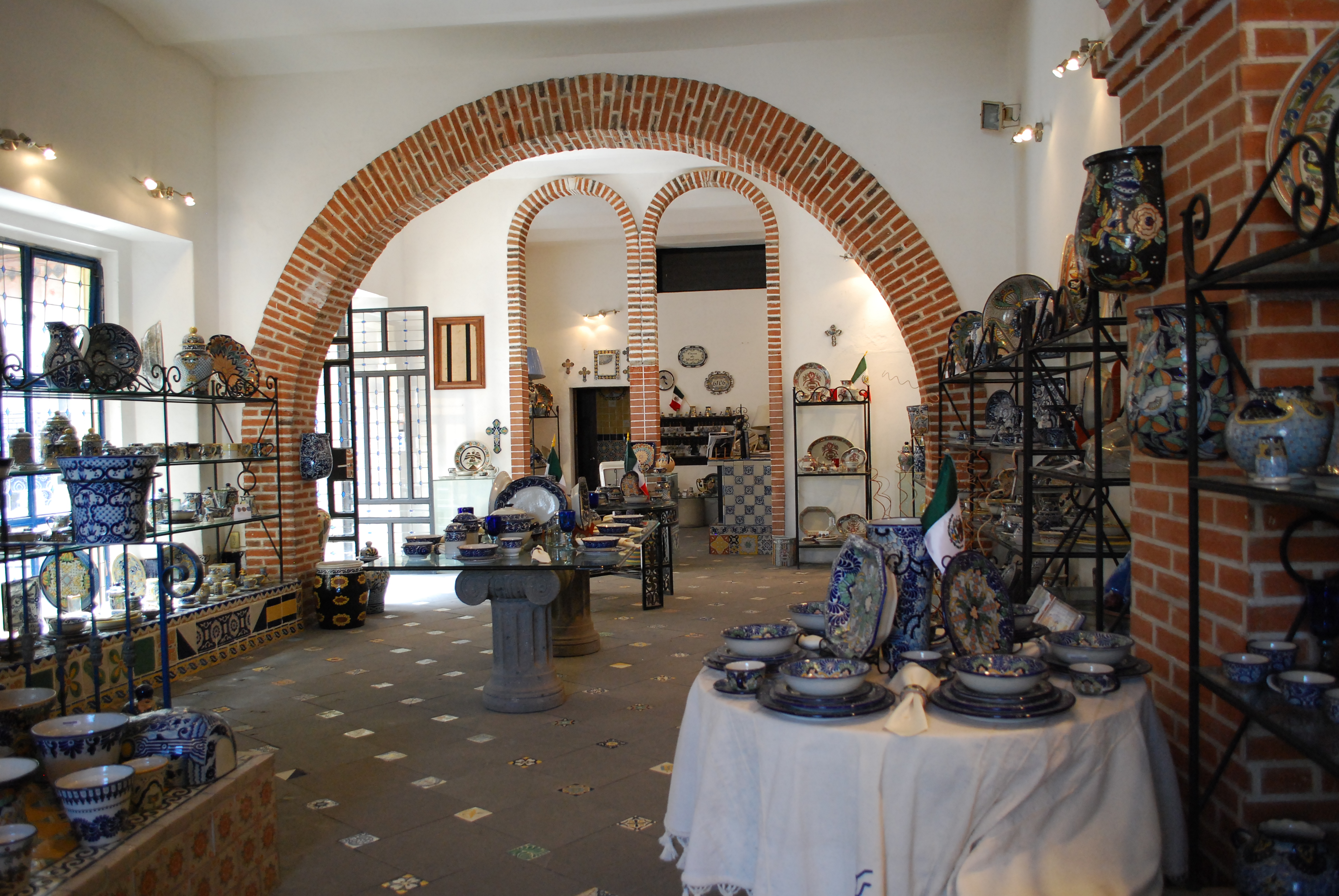
Taller talavera de la luz. Una vista previa del taller por dentro. Una de las locaciones donde se graba El color de la pasión.
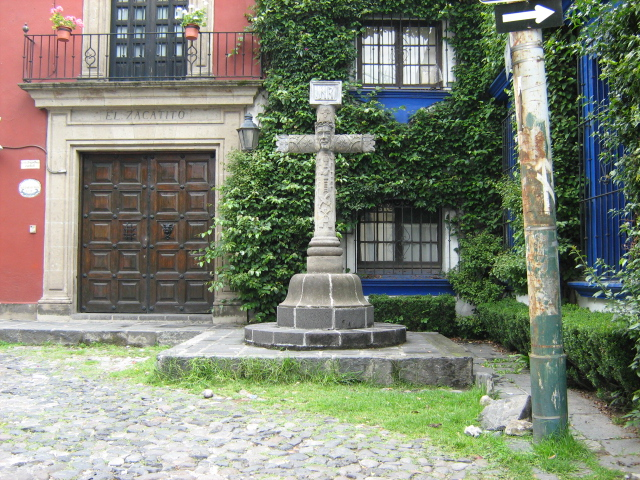
San Ángel. Casa colonial en San Ángel, México.